# 鈴木沙織
鈴木 沙織（すずき さおり、1990年1月9日 - ）は、山形県長井市出身の元スキーハーフパイプ選手。城北信用金庫所属。

## 経歴

### 幼少期〜アルペン選手として
スキーを始めたのは3歳の頃、幼稚園児ながらひとりでスキー場に通う日々を送っていた。転機は小学校5年生、足しげくスキー場に通う鈴木の姿を見ていた地元のクラブチームから声をかけられ、アルペン競技の道を歩むこととなる。練習に練習を重ね、中学時代には全国大会に出場した。高校はスキーの強豪として知られる山形県立山形中央高等学校に進学。厳しい練習に耐えインターハイ優勝を目標に掲げるレベルにまで達していたが、予選1本目で1位を獲るも2本目で転倒、途中棄権となってしまう。大学からのスポーツ推薦の話もあったものの、ここで一度引退を決意する。これ以上両親に金銭的な迷惑はかけられない、手に職をつけたい理由から美容師になるために東京の資生堂美容技術専門学校入学。ただ、この時点でもスキーに対する思いは断ち切れてはいなかった。

### 半年間の美容師生活
専門学校卒業後、美容師免許を取得し、そのまま東京の美容室に就職。借りていた部屋の近くに室内スキー場があり、滑らずにはいられなかった。このままでいいのかという葛藤もあり、スキー選手に復帰することを決意。美容室で半年勤務を経て、再びスキー競技の世界に戻ることとなる。

### ハーフパイプへ
復帰先はアルペンスキーではなく、フリースタイルスキー。当時活躍していた辻麻衣子の滑りに憧れ、その指導者である白川大助（後のソチオリンピックハーフパイプ・スロープスタイルコーチ）に「オリンピックに出るんで、教えてください」と直談判した。 白川の主催する「白川塾（現:TEAM PROVE）」はソチオリンピックハーフパイプ代表（男子初）の津田健太朗、同スロープスタイル代表（女子初）の高尾千穂の他、多くのワールドカップ選手を輩出しており選手の育成には定評があった。鈴木は門下生として夏はトランポリンやウォータージャンプ、冬は尾瀬戸倉スキー場をベースとして技術の研鑽を積んだ。
2012年から海外の大会に本格的に参戦。12月のノースアメリカンカップ（ノルアムカップ：北米選手権）では4位に入るが、直後に右前十字靭帯断裂の重症を負ってしまう。
2シーズン後の2015年から国際大会に復帰、ノースアメリカンカップ4位、FISレース1位とワールドカップの下位大会ではあるものの着実に結果を残す。その後はワールドカップ入賞（8位以内）を複数回果たし、トップ選手のみが招待されるDew Tourに参加するなど平昌オリンピックに向けて順調に成績を積み上げた。
2016年には右膝内側靭帯損傷と怪我は続いたが、JOCの就職支援ナビゲーション「アスナビ」に応募、城北信用金庫に採用されることとなり、金銭面、練習時間などより恵まれた環境を得た。 また、12月のワールドカップで7位に入りSAJが定める平昌オリンピック選手派遣推進基準をクリアする。
2017年1月には右半月板損傷及び右前十字靭帯損傷と度重なる怪我に見舞われるが、懸命のリハビリの末に挑んだ復帰戦のワールドカップでは12位に入る。大会前の時点では日本人女子の平昌オリンピック出場枠は２枠。ランキングからソチオリンピック銅メダル・2017年世界選手権金メダルの小野塚彩那、次いで渡部由梨恵が選出される見込みであったが、12位に入ったことにより自らの手で日本人女子選手枠を３に増やし、オリンピック出場の権利を大きく引き寄せる。手術から1年も経っておらず万全のコンディションではない中、その後もワールドカップ上位に食い込み、2018年1月22日平昌オリンピック日本代表の座を勝ち取った。
平昌では24人中12人が予選通過のところ1本目14位、2本通じても14位という結果になり、惜しくも予選通過はならなかった。終了後のインタビューでは悔しさのあまり号泣、本来の「泣き虫」が姿を見せた。
ワールドカップ転戦後に吉村美栄子山形県知事を表敬訪問、オリンピック出場を称して県スポーツ栄光賞が授与された。
2020/2021シーズンはスキー界にも新型コロナウイルス感染症の影響が大きく出た。ワールドカップが一度も開催されない異常事態の中、世界選手権の開催地も中国の張家口からアメリカのアスペンに急遽変更となる。これまで鈴木はケガに見舞われ同大会への出場が叶わず、今回が初出場となった。予選を通過し決勝に進出、8位入賞の成績を残す。 また本年から開催された全日本選手権では他の追随を許さず初代王者に輝いた。全日本スキー連盟が活躍した選手を表彰する「SNOW AWARD」にて優秀選手賞を受賞。
2021/2022シーズンは予定通りにワールドカップが開催され、最高６位の成績を残す。着実にポイントを獲得し、2022年1月19日に北京オリンピック日本代表に選出された。オリンピックの舞台では予選1本目13位、2本目も1本目の点数を上回ることができず15位となった。鈴木は平昌での競技終了後、インタビューで泣きじゃくったあまりに周囲への感謝を言えず、謝罪を繰り返したことを反省していた。今回のインタビューでも前回と同じく涙を流したが、時折笑顔を見せ、力強く感謝の気持ちを言葉にした。5月、前年に引き続き「SNOW AWARD」2回目の優秀選手賞を受賞。
2022年7月6日、自身のInstagram上で引退を表明。

## 主な戦績
| 年月日         | 開催国           | 開催地               | 大会名                                   | 順位 |
| -------------- | ---------------- | -------------------- | ---------------------------------------- | ---- |
| 2012年12月9日  | アメリカ         | カッパーマウンテン   | ノースアメリカンカップ                   | 4位  |
| 2015年2月21日  | アメリカ         | アスペン             | ノースアメリカンカップ                   | 3位  |
| 2015年3月18日  | アメリカ         | マンモスマウンテン   | FISレース                                | 1位  |
| 2015年8月23日  | ニュージーランド | カードローナ         | ワールドカップ                           | 4位  |
| 2015年12月12日 | アメリカ         | ブリッケンリッジ     | Dew Tour                                 | 8位  |
| 2016年1月22日  | アメリカ         | マンモスマウンテン   | ワールドカップ                           | 4位  |
| 2016年9月15日  | ニュージーランド | カードローナ         | オーストラリアン・ニュージーランドカップ | 2位  |
| 2016年12月10日 | アメリカ         | カッパーマウンテン   | FISレース                                | 5位  |
| 2016年12月17日 | アメリカ         | カッパーマウンテン   | ワールドカップ                           | 7位  |
| 2017年12月８日 | アメリカ         | カッパーマウンテン   | ワールドカップ                           | 12位 |
| 2017年12月22日 | 中国             | シークレットガーデン | ワールドカップ                           | 5位  |
| 2018年1月10日  | アメリカ         | スノーマス           | ワールドカップ                           | 9位  |
| 2018年1月19日  | アメリカ         | マンモスマウンテン   | ワールドカップ                           | 5位  |
| 2018年2月19日  | 韓国             | フェニックスパーク   | 平昌オリンピック                         | 14位 |
| 2018年3月22日  | フランス         | ティーニュ           | ワールドカップ                           | 6位  |
| 2019年9月7日   | ニュージーランド | カードローナ         | ワールドカップ                           | 6位  |
| 2019年12月21日 | 中国             | シークレットガーデン | ワールドカップ                           | 7位  |
| 2020年2月6日   | アメリカ         | マンモスマウンテン   | ノースアメリカンカップ                   | 5位  |
| 2020年2月19日  | カナダ           | カルガリー           | ワールドカップ                           | 9位  |
| 2021年1月31日  | スイス           | クラン＝モンタナ     | ヨーロピアンカップ                       | 1位  |
| 2021年3月12日  | アメリカ         | アスペン             | 世界選手権                               | 8位  |
| 2021年3月22日  | アメリカ         | アスペン             | ワールドカップ                           | ６位 |
| 2021年4月14日  | 日本             | 札幌                 | 全日本選手権                             | 1位  |
| 2022年1月8日   | アメリカ         | マンモスマウンテン   | ワールドカップ                           | 6位  |
| 2022年２月17日 | 中国             | シークレットガーデン | 北京オリンピック                         | 15位 |

## 使用マテリアル
スキー：Bluemoris （ブルーモリス）
ブーツ：REXXAM（レクザム）
ヘルメット、ゴーグル：BOLLE（ボレー）
グローブ：TAUBERT（トーバート）

## 出演

### テレビ
2018年1月7日　テレメンタリー2018「何度でも何度でも スキー鈴木沙織の覚悟」　テレビ朝日系列　山形テレビ制作
2022年6月15日　THE TIME,　1分間TIME体操　TBS系列